# كيرينوس كولمان
كيرينوس كولمان (26 فبراير 1651 - 4 أكتوبر 1689) شاعر ألماني باروكي وصوفي. أصر كولمان على أهمية أحداث حياته كتأكيد لمهمته الإلهية.
قضى كولمان، المعروف برحلاته في جميع أنحاء أوروبا، السنوات الأخيرة من حياته في روسيا، حيث أعدِم لاعتباره خطيرًا لاهوتيًا وسياسيًا.

## نشأته
ولد كيرينوس كولمان في بريسلاو (فروتسواف) في سيليزيا لتاجر لوثري، ودرس في مدرسة ماجدالينا الداخلية بمساعدة منحة دراسية، وتوفي والده عندما كان صغيرًا.
عندما كان صبيًا، عانى كولمان من إعاقة في النطق وكثيرًا ما تعرض للسخرية بسبب حالته. يعتقد بعض العلماء أن هذا ربما كان السبب وراء تردده على مكتبات بريسلاو منذ سن مبكرة.
نُشر كتاب كولمان الأول الوفيات الخالدة المكون من 100 مرثية من الرباعيات الإسكندرية في عام 1668، قبل مغادرته إلى جامعة ينا في سبتمبر 1670.

## شِعر
قبلات الحب السماوية (1671)
جمع كولمان مختارات من السونيته في (قبلات الحب السماوية (تغير الشؤون الإنسانية) 1971)، (العنوان مشتق من كتاب هاينريش مولر) الذي يصور اتحاد الروح البشرية مع يسوع المسيح في تسلسل من خمسين سونيته، في سطور إسكندرية تتراوح بين ستة عشر وسبعة عشر مقطعًا، من كلمات ذات جذر أحادي المقطع، في ملاحظات أو مقاييس فردية للفواصل المائلة، ولها مخطط قافية سونيته مميز، وعبارة تبديل كاملة، (ويلشيلساتز) في أول اثني عشر سطرًا.
هو عبارة عن شعر بروتوس مبني بحيث يمكن تغيير الكلمات دون تدمير وزنها الشعري أو قافيتها. (يزود كتاب المسار الشعري لهارسدورفر (1648) كولمان بنموذج هذه السونيته) تطمح اللغة في القصيدة إلى إضفاء الطابع الدرامي، بعبارات رياضية بحتة، على أعمق رسالتها السيميائية في لوغوس، لجلب الكون إلى الوجود لإتقان شكل شعري يعجل بتجربة الإرداف التي لا نهاية لها.
تحتوي السونيته (بما في ذلك ثمانية على غرار أغنية الأغاني) مع (ثلاثة عشر عاملي، أي أكثر من ستة مليارات) من التبديلات المحتملة، على إمكانية قول ومعرفة كل ما يمكن معرفته في العلوم ومع ذلك في الوقت نفسه الإشارة إلى الغرور المطلق لمثل هذه المحاولة.
هذا الشكل الشعري (المثالي) لكولمان، وهو عبارة عن إرداف، وتبديل، وتوافيق ميكانيكية لإنتاج تعبير واضح عن المفاهيم، وبالتالي يحتفظ «ماسيزيس ينفيرساليز» بجميع اختلافاته بمعناها، ولا يُنتج أي معنى «جديد» مع رسالة جديدة وبالتالي تنسب قوى الاختراع إلى إله اندماجي متعالٍ لديه وحده العالم والوقت الكافي لقراءة جميع التبديلات الزائدة عن الحاجة في السونيته.
كان هذا الانبهار بالتوافقيات (وسيلة ميكانيكية لتحديد التبديلات المحتملة ونطاق سلسلة من المفاهيم عن طريق الترتيب في الجداول والأعمدة والرسوم البيانية المثلثة والدائرية) مدفوعًا باكتشاف كولمان لفن المعرفة العظيم، أو الاندماجي (1669) بواسطة أثانيسيوس كيرتشر.

### سابق
تضمن شعر كولمان المبكر كتابًا ملحميًا، أو قصائد جنائزية (1668)، وقصائد شعرية (قصيدة زفاف، 1668)، وتأبينًا أشاد بمجتمع أدبي يسمى مجتمع مثمر، 1670. كتب غيرهارت هوفميستر، «إن الإشادة التي تلقاها جعلته يشعر وكأنه (أوبتز ثانٍ) -ربما علامة مبكرة على أنه أصبح شديد الثقة بالنفس أو حتى متوهمًا قبل أن يصيبه مرض خطير (حمى التيفوئيد؟) في عام 1669».
لا يُعرف سوى القليل جدًا عن إقامة كولمان في ينا (بين سبتمبر 1670 وأغسطس 1673)، باستثناء أنه في عام 1672 أنتج أعماله النثرية مبشر التاريخ المفيد والحكمة الإرشادية-التعليم-ساحة-الفضيلة-عباد الشمس من أثمن الأقوال التي تضم أكثر من 500 حكمة مأثورة ومقالات قصيرة، و100 قصة أخلاقية قصيرة.
في كتاب كولمان كولبسالتر (1677) تحتوي كل قصيدة تقريبًا على إشارات إلى حياة كولمان التي تتشابك بشكل لا ينفصل عن شعره، لدرجة أن بعض المعرفة عن تلك الحياة ضرورية لتفسير قصائده.